# Floirac, Gironde
Floirac là một xã thuộc tỉnh Gironde trong vùng Aquitaine tây nam nước Pháp.

## Thị trấn kết nghĩa
- Diébougou, Burkina Faso
- Burlada, Tây Ban Nha, từ năm 1985[1]